# Wilhelm Koppers
Wilhelm Koppers (8 de febrero de 1886, Menzelen - 23 de enero de 1961, Viena) fue un sacerdote católico y antropólogo cultural.
A partir de 1928 fue profesor de Etnología de Viena.

## Algunas publicaciones
- 1924. Unter Feuerland-Indianern, Strecker und Schröder Verlag

- 1935. Die Indogermanenfrage im Lichte der historischen Völkerkunde

- 1936 (ed.) Die Indogermanen- und Germanenfrage: neue Wege zu ihrer Lösung

- Die Bhil in Zentralindien (1948), dessen Thesen hinsichtlich des Ursprungs der Bhil angegriffen worden sind[2][3])

- 1949. Der Urmensch und sein Weltbild